# Brotheas
Genre
Brotheas est un genre de scorpions de la famille des Chactidae.

## Distribution
Les espèces de ce genre se rencontrent en Amérique du Sud

## Liste des espèces
Selon The Scorpion Files (24/04/2020) :
- Brotheas amazonicus Lourenço, 1988
- Brotheas bolivianus Lourenço, 2008
- Brotheas camposi González-Sponga, 1972
- Brotheas caramaschii Lourenço, Ponce de Leao Giupponi & Pedroso, 2011
- Brotheas cataniapensis González-Sponga, 1997
- Brotheas cristinae Lourenço, 2007
- Brotheas cunucunumensis González-Sponga, 1984
- Brotheas dasilvai González-Sponga, 1978
- Brotheas gervaisii Pocock, 1893
- Brotheas granimanus Pocock, 1898
- Brotheas granulatus Simon, 1877
- Brotheas henriquesi Lourenço & Machado, 2004
- Brotheas humboldti González-Sponga,1980
- Brotheas jourdani Lourenço, 1997
- Brotheas libinallyi González-Sponga, 1978
- Brotheas lichyi González-Sponga, 1980
- Brotheas mawarinumensis González-Sponga, 1991
- Brotheas mingueti González-Sponga, 1973
- Brotheas munozi González-Sponga, 1997
- Brotheas noguerai González-Sponga, 1993
- Brotheas ocamoi González-Sponga, 2004
- Brotheas overali Lourenço, 1988
- Brotheas paraensis Simon, 1880
- Brotheas perezramirezi González-Sponga, 1996
- Brotheas rionegroensis González-Sponga, 1996
- Brotheas sanabriai González-Sponga, 1997
- Brotheas silvestris Lourenço, 1988
- Brotheas tapajos Lourenço, 2012
- Brotheas wareipai González-Sponga, 2004
- Brotheas wilmeri González-Sponga, 1980

## Publication originale
- Koch, 1837 : Scorpionen. Übersicht des Arachnidensystems. Nürnberg, C.H. Zeh'sche Buchhandlung, p. 36–40 (texte intégral).